# Skodje
Skodje este o comună din provincia Møre og Romsdal, Norvegia.